# Alice (Texas)
Alice es una ciudad ubicada en el condado de Jim Wells en el estado estadounidense de Texas. En el Censo de 2010 tenía una población de 19.104 habitantes y una densidad poblacional de 586,38 personas por km².

## Geografía
Alice se encuentra ubicada en las coordenadas 27°45′20″N 98°3′57″O / 27.75556, -98.06583. Según la Oficina del Censo de los Estados Unidos, Alice tiene una superficie total de 32.58 km², de la cual 31.06 km² corresponden a tierra firme y (4.67%) 1.52 km² es agua.

## Demografía
Según el censo de 2010, había 19.104 personas residiendo en Alice. La densidad de población era de 586,38 hab./km². De los 19.104 habitantes, Alice estaba compuesto por el 86.71% blancos, el 0.8% eran afroamericanos, el 0.73% eran amerindios, el 0.57% eran asiáticos, el 0.01% eran isleños del Pacífico, el 9.51% eran de otras razas y el 1.68% pertenecían a dos o más razas. Del total de la población el 85.11% eran hispanos o latinos de cualquier raza.